# Jim Upton
James Edwin Glen „Jim“ Upton (* 3. Juni 1940 in Coatbridge; † 24. November 2017 in Cardiff) war ein schottischer Fußballspieler.

## Karriere
Upton spielte 1958/59 im „Junior Football“ in Glasgow für den Klub St Roch’s FC, bevor er im November 1959 von Celtic Glasgow verpflichtet wurde. Bei Celtic kam er nicht über Einsätze im Jugend- und Reserveteam hinaus, im Sommer 1961 erhielt er keinen neuen Vertrag und verließ den Klub daher im August 1961 in Richtung Südengland und schloss sich dem in der Southern League spielenden FC Tonbridge an. Upton, der als „groß, mit rötlichem Haar“ beschrieben wurde, war den Großteil der Saison Stammspieler in der Verteidigung und kam wettbewerbsübergreifend zu 55 Einsätzen. Nach einer Saison kehrte er nach Schottland zurück. Mutmaßlich weiterhin bei Celtic registriert, gestattete ihm der Klub im Sommer 1963 einen ablösefreien Abgang.
Im Sommer 1963 wurde er vom walisischen Klub Cardiff City verpflichtet, der in der englischen Football League Second Division antrat. Zu Saisonbeginn profitierte Upton von einer Verletztenmisere des Klubs, an der er selbst nicht ganz unbeteiligt war: in einem öffentlichen Trainingsspiel in der Saisonvorbereitung brach er den beiden Cardiff-Verteidigern Alan Harrington und Trever Peck binnen weniger Minuten in Zweikämpfen das Bein. Durch die Ausfälle der Konkurrenten kam Upton im September und Oktober 1963 zu einigen Einsätzen als linker Verteidiger. Nach fünf mäßig erfolgreichen Zweitligaeinsätzen (ein Sieg, ein Unentschieden) an der Seite von Trevor Edwards und zwei Einsätzen im League Cup 1963/64 gegen den Lokalrivalen AFC Wrexham verlor er nach der Genesung einiger Mitspieler seinen Platz im Team und verließ den Klub am Saisonende wieder. Im Juli 1964 war Upton der erste Neuzugang des neuen Trainers von Bath City, Ivor Powell. In den folgenden Monaten kam er zu insgesamt 29 Pflichtspieleinsätzen (kein Torerfolg) für den in der Southern League antretenden Klub, bevor er den Verein bereits im März 1965 wieder verließ und nicht mehr im höherklassigen Fußball in Erscheinung trat.
Upton verstarb 77-jährig im Cardiffer University Hospital of Wales.